# Mas Caritat
El Mas Caritat és un edifici d'Olot (Garrotxa) protegit com a Bé Cultural d'Interès Local.

## Descripció
Es tracta d'un edifici de caràcter rural i agrícola, bastit probablement sobre una edificació anterior amb diversos afegits i transformacions.
No presenta cap element singular especialment i es conforma a partir d'un volum simple amb els afegits posteriors. A la façana est hi ha una eixida coberta a la façana nord, que ha estat l'accés principal tradicional des de l'antic camí a les fonts, hi ha la data de 1588 a la llinda sobre la porta forana. Està lligada a diverses tradicions populars entre les quals destaca la troballa de la Mare de Déu del Tura per un bou i un pastor del mas.